# Trattato di Parigi (7 agosto 1796)
Il trattato di Parigi fu un trattato firmato il 7 agosto 1796, ossia il 20 termidoro IV, dalla Francia del Direttorio e dal Ducato del Württemberg, che erano pervenuti all’armistizio il 17 luglio riconoscendo il libero transito delle armate francesi sul territorio ducale.
Il duca, seguendo l’esempio dell’Assia dell’anno precedente, rinunciò ai pochi suoi terreni a sinistra del Reno, tra i quali in particolare Montbéliard, prima che si concretizzasse la minaccia francese di sottrargli il suo intero principato.